# Leichttraben
Leichttraben (oder englisch Traben, englisch rising trot) bezeichnet im Reitsport einen  Sitz im  Trab. Beim Leichttraben lässt der Reiter sich bei jedem zweiten Trabtritt aus dem Sattel heben, indem er den natürlichen Schwung durch verstärktes Austreten der Bügel unterstützt und so einen Takt in der Schwebe bleibt (es sieht so aus, als ob der Reiter aufsteht), bevor er wieder einsitzt.
Das Leichttraben  wird den Engländern zugeschrieben, um Reiter und Pferd die Strapazen einer Jagd zu erleichtern. Warmblüter, die auf ausgreifende Grundgangarten, Zugkraft und Geschwindigkeit gezogen sind, haben im Trab viel Aktion und eine ausgeprägte Schwebephase, die schwieriger auszusitzen ist als beispielsweise bei Barockpferden oder Westernpferden. Später fand das Leichttraben Eingang in die klassische Reitlehre und wurde zu Beginn des 20. Jahrhunderts allgemein akzeptiert.

## Zielsetzung
In erster Linie dient das Leichttraben der Entlastung des Pferderückens, was auch dem noch ungeübten Reiter ermöglicht, den Bewegungen des Pferdes störungsfrei zu folgen. Dies soll der Rückenmuskulatur „das An- und Abspannen [...] erleichtern“, und es kommt zum schwingenden Rücken, der die treibenden Hilfen von der Hinterhand nach vorne und die Zügelhilfen von vorne nach hinten  durchlässt.
Das Pferd soll sich infolgedessen langmachen und an die weiche Zügelhand herandehnen, also die Anlehnung suchen; es kommt schließlich zum Vorwärts-abwärts-Dehnen, und das heißt zur Losgelassenheit. Man sagt auch: „Das Pferd gibt den Rücken her.“

## Durchführung
Der Trab ist eine zweitaktige Gangart; beim Leichttraben erfolgt jeweils nach einem Takt der Wechsel vom Sitzen zum Erheben. Beim geschmeidigen Einsitzen werden Gewichts- und Schenkelhilfen etwas verstärkt. Hilfreich ist ein leicht nach vorn geneigter Oberkörper, weil das ein steifes In-den-Sattel-Plumsen verhindert. 
Leichttraben auf dem Linken Fuß bedeutet, dass man sich mit dem Abfußen des linken Hinterbeins aus dem Sattel hebt und einsitzt, wenn das linke Hinterbein auffußt. Umgekehrtes gilt für den Rechten Fuß. Beim Reiten in der Reitbahn wird immer auf dem richtigen Fuß, also dem zur Richtung (Hand) passenden, getrabt. Beim Trab bewegt sich das diagonale Vorderbein gleichzeitig mit dem jeweiligen Hinterbein, so dass die Bewegung der Schulter anzeigt, welches Hinterbein gerade abfußt. Anfänger können bewusst mitzählen (eins-zwei-eins-zwei) und achten darauf, wann sich die äußere Schulter des Pferdes nach vorn bewegt – dann schwingt er sich synchron aus dem Sattel heraus. Fehlerhaft ist ein „aktives Aufstehen“, bei dem sich das Gesäß weit vom Sattel entfernt, es ist eher ein Mitgehen mit der Bewegung des Pferdes.
Beim Handwechsel muss umgesessen werden. Jeder Handwechsel ist mit einem Fußwechsel verbunden. Der Reiter bleibt dazu einen zusätzlichen Tritt sitzen, bevor er den Sattel wieder entlastet. Alternativ kann der Reiter einen zusätzlichen Tritt "stehen" bleiben, um den Fuß zu wechseln. Auch beim Reiten außerhalb einer Reitbahn, z. B. im Gelände, sollte öfter der Fuß gewechselt werden, um eine einseitige Belastung des Pferdes zu verhindern.

## Anwendung
In der Lösungsphase und später in der Erholungsphase, wird meiste leicht getrab, beispielsweise beim Abreiten vor Dressur- oder Springprüfungen. Am Ende der Lösungsphase wird ausgesessen, wenn das Pferd schon etwas versammelt werden kann. So ist das Leichttraben auch Bestandteil von Dressurprüfungen, Dressurreiterprüfungen (für Nachwuchsreiter) und Dressurpferdeprüfungen (für Nachwuchspferde) auf Pferdeleistungsschauen. Bei Einsteigerdistanzritten mit Geschwindigkeitslimit wird der größte Teil der Strecke meist im Leichttraben absolviert.
Auch innerhalb der Arbeitsphase einer Trainingsstunde dient das Leichttraben der Entspannung zwischen den Übungen und kann dem Schritt am langen oder hingegebenen Zügel vorgeschaltet werden. Im Gelände wird grundsätzlich leicht getrabt; hierbei ist darauf zu achten, oft genug die Hand zu wechseln, damit einseitige Belastungen ausgeschlossen sind.
Das Leichttraben ist Teil von Dressuraufgaben der unteren Klassen. Springpferde werden  vor dem Parcours beim Einreiten und nach dem Parcours beim Ausreiten vorzugsweise leicht getrabt. Junge Pferde werden im Trab grundsätzlich nicht ausgesessen.